# IL Hødd
Az IL Hødd egy norvég labdarúgócsapat Ulsteinvik városában. A csapat hazai pályán a Nye Høddvollban játszik, amely 4081 fő befogadására alkalmas. A klub jelenleg a norvég másodosztályban szerepel.

## Játékoskeret
| #  |     | Poszt | Név                     |
| -- | --- | ----- | ----------------------- |
| 1  | NOR | K     | Ole Monrad Alme         |
| 2  | NOR | V     | Andreas Fjørtoft        |
| 3  | NOR | V     | Magnus Bruun-Hansen     |
| 4  | NOR | V     | Peder Nersveen          |
| 5  | NOR | V     | Eivind Helgesen         |
| 6  | NOR | V     | Thomas Rømo Lillo       |
| 7  | NOR | CS    | Robin Hjelmeseth        |
| 8  | NOR | KP    | Sverre Økland           |
| 9  | NOR | CS    | Alfred Scriven          |
| 10 | NOR | KP    | Isak Gabriel Skotheim   |
| 11 | NOR | CS    | Oskar Johannes Løken    |
| 14 | NOR | KP    | Eirik Franke Saunes     |
| 15 | NOR | CS    | Vegard Håheim Elveseter |

| #  |     | Poszt | Név                     |
| -- | --- | ----- | ----------------------- |
| 17 | FRO | V     | Jann Julian Benjaminsen |
| 18 | NOR | KP    | Kristoffer Strand Ødven |
| 19 | NOR | V     | Ola Heltne Nilsen       |
| 20 | NOR | KP    | Syver Skundberg Skeide  |
| 22 | NOR | CS    | Daniel Notanes Brandal  |
| 23 | NOR | KP    | Fredrik Dimmen Gjerde   |
| 24 | NOR | V     | Erlend Hellevik Larsen  |
| 27 | NOR | KP    | Andreas Hofset Televik  |
| 29 | NOR | KP    | Martin Håheim-Elveseter |
| 30 | NOR | CS    | Andreas Helmersen       |
| 32 | NOR | V     | Marius Svanberg Alm     |
| 92 | LAT | K     | Deniss Korneičiks       |

## Sikerek
- Norvég Kupa
  - Győztes (1): 2012